# Proprietà fisica
Con proprietà fisica si fa riferimento, genericamente, ad una caratteristica di un sistema che viene evidenziata nello studio dei fenomeni fisici. L'attributo fisica ne sottolinea l'oggettività (secondo il  paradigma galileiano h dell'intersoggettività) e la riproducibilità.
Le proprietà fisiche vengono generalmente divise in classi di equivalenza, in base alla possibilità di essere confrontate fra di loro, ovvero di essere misurate. Spesso si usa l'espressione proprietà fisica per indicare l'intera classe di equivalenza corrispondente ad una particolare proprietà di un sistema. Se la proprietà di un sistema può essere confrontata con quella di un altro e il confronto corrisponde, si dirà, in questo senso esteso, che i due sistemi hanno la stessa proprietà, o lo stesso valore di quella particolare proprietà.
Se l'operazione di confronto, e dunque di misurazione, avviene tramite una proporzione, la proprietà è detta una grandezza fisica. Un'importante caratterizzazione delle proprietà fisiche distingue fra proprietà intensive ed estensive.